# 渋谷毅
渋谷 毅（しぶや たけし、1939年11月3日 - ）は、日本のジャズピアニスト、作曲家、編曲家。東京都生まれ。東京芸術大学音楽学部作曲科中退。妻は同じくピアニストの清水くるみ。

## 経歴
1939年東京都生まれ。東京芸術大学音楽学部附属音楽高等学校2年の時、エロール・ガーナーを聴いてジャズに興味を持つ。同い年のジャズ・ピアニスト、菊地雅章とは高校三年間を共にしている。
東京芸術大学在学中よりジョージ川口とビッグ4、澤田駿吾グループなどでピアニストとして活動。1963年の暮れから1964年の春にかけて原信夫とシャープスアンドフラッツに在籍。
1975年に自身の率いるトリオを結成し、初のリーダー作『ドリーム』をはじめ、2枚のアルバムを発表する。1986年に従来の典型的なビッグバンド・スタイルから解放された “渋谷毅オーケストラ” を結成。1990年代より渋さ知らズに参加。川下直広、不破大輔、芳垣安洋の三人と “RAdIO” を結成し、同名のアルバムを残している。1999年にデューク・エリントンの作品をレパートリーとするグループ “エッセンシャル・エリントン” を結成。2007年から渋谷毅オーケストラのメンバーとのデュオ作品を発表。
作曲家・編曲家としても歌謡曲、映画、CMなど数多くの作品を手がける。
浅川マキ、金子マリ、木村充揮、酒井俊、小川美潮、小沢健二などの歌手のギグやジャム、レコーディングに参加。
80代を迎えてからも、ジャズのみならずジャンル・世代を越えたセッション、バンド、ピアノソロなど、多彩で旺盛な演奏活動を行っている。

### 子どもの歌
1980年代からNHKの子ども番組に多数の作曲・編曲作品を提供している。テーマ曲を担当した『こんなこいるかな』は、『おかあさんといっしょ』で1986年から5年間放送され、NHKの幼児キャラクターで最大のヒットとなった。1990年から6年間放送された『母と子のテレビ絵本』のテーマ曲『夢のなか』は、1998年11月に『おかあさんといっしょ』の「今月の歌」として放送された。体操『あ・い・うー』は『おかあさんといっしょ』『あ・い・うー』は『おかあさんといっしょ』体操コーナーで1996年から9年間にわたって毎日フルサイズで歌われた。最近では2021年5月に『ぎゅーっ はかせ』が『おかあさんといっしょ』の「今月の歌」として放送されている。
渋谷の作品は広く歌い継がれており、童謡こどもの歌コンクール（全国童謡歌唱コンクール）の2023年度課題曲に3曲が選定されている。2019年の『おかあさんといっしょ』60年記念コンサートでは4曲が歌われ、2021年10月発売の「おかあさんといっしょ スタジオライブ」コレクションDVDには2曲が収録された。

## 受賞歴
- 1999年、『Essential Ellington』で、スイングジャーナル主催第33回ジャズ・ディスク大賞・日本ジャズ賞を受賞。
- 2001年、森山威男とのデュオ作品『しーそー』で、スイングジャーナル主催第35回ジャズ・ディスク大賞・日本ジャズ賞と芸術祭優秀賞を受賞。
- 2006年、音楽を担当した「ライフカード」TV-CMが、2006年度第46回ACC CM FESTIVAL総務大臣賞／ACCグランプリを受賞。
- 2007年、ガブリエル・ロベルトと共に音楽を担当した「嫌われ松子の一生」で、第30回日本アカデミー賞・最優秀音楽賞を受賞[14]。

## 主な作品

### ピアノトリオ
- ドリーム（1975年 トリオレコード） - ベース：松元龍宏、ドラムス：浜島純昭、植松良高
- クック・ノート（1977年 トリオレコード） - ベース：川端民生、ドラムス：宮沢昭一

### ピアノソロ
- 渋やん（1982年 アケタズ・ディスク）
- Afternoon（2002年5月 徳間ジャパンコミュニケーションズ）
- solo famous composers（2007年12月 ビデオアーツ・ミュージック）
- solo famous melodies（2007年12月 ビデオアーツ・ミュージック）

### 渋谷毅オーケストラ
- LIVE 1989（1989年）
- LIVE '91（1991年）
- 酔った猫が低い塀を高い塀と間違えて歩いているの図（1993年）
- TAMASA（1997年 Carcoレーベル）
- ホームグランド・アケタ・ライヴ（1999年3月 学研/PLATZ・アケタズディスク）
- ずっと西荻（2003年10月 Carcoレーベル）

### デュオ
- 野百合（1992年8月 東芝EMI） - 宮沢昭とのデュオ
- SO QUIET（1998年11月 六弦堂） - 廣木光一とのデュオ
- タンデム - Tandem（2000年2月 Verve） - 菊地雅章とのデュオ
- しーそー（2001年9月 徳間ジャパンコミュニケーションズ） - 森山威男とのデュオ
- 月の鳥（2007年2月 Carcoレーベル） - 石渡明廣とのデュオ
- たそがれの夢（2007年4月 HANANOYA RECORDS） - 華乃家ケイとのデュオ
- 帰る方法3（2008年6月 Carcoレーベル） - 松本治とのデュオ
- MARI SINGS ALONG WITH SHIBUYA-SAN（2008年12月 HOME WORKレーベル） - 金子マリとのデュオ
- Blue Blackの階段（2009年8月 Carcoレーベル） - 松風紘一とのデュオ
- 無銭優雅（2010年5月 Carcoレーベル） - 津上研太とのデュオ
- LUZ DO SOL 太陽の光（2011年4月 Soramame Record） - 平田王子とのデュオ
- 蝶々在中（2011年9月 Carcoレーベル） - 川端民生とのデュオ
- 緑の森（2013年12月 Soramame Record） - 平田王子とのデュオ

### エッセンシャル・エリントン
- Essential Ellington（1999年10月 日本クラウン）
- Island Virgin（2005年11月 MUZAKレーベル）
- SONGS（2009年3月 Carcoレーベル） - エッセンシャル・エリントン＋清水秀子

### その他
- 由紀さおり・安田祥子『「あの時、この歌」オリジナル・ソング・ブック』（1995年）※全曲の作曲を担当[15]。
- RAdIO『RAdIO』（2003年10月 地底レコード）
- 峰厚介 ミーツ 渋谷毅 ＆ 林栄一『RENDEZVOUS』（2004年5月 ビデオアーツミュージック）
- さがゆき『Day Dream』（2004年10月 ARUMA RECORDS）
- 渋谷毅・武田和命カルテット『OLD FOLKS』（2005年10月 メタ花巻アケタズディスク）
- さがゆき・渋谷毅・潮先郁男『We'll Meet Again』（2008年5月 Carcoレーベル）
- 古澤良治郎『古澤良治郎 ラスト･レコーディング 第1集 「タケシ」』（2011年5月 メタ花巻アケタズディスク）
- 古澤良治郎『古澤良治郎 ラスト･レコーディング 第2集 「マナブ」』（2011年5月 メタ花巻アケタズディスク）

## 主な作曲作品
- 由紀さおり「生きがい」（1970年、作詞：山上路夫／作曲：渋谷毅）
- 由紀さおり「初恋の丘」（1971年、作詞：北山修／作曲：渋谷毅）
- 佐良直美「小さな村の小さな出来事」（1971年、作詞：山川啓介／作曲：渋谷毅）
- 天地真理「白いバラの道」（1972年、作詞：岩谷時子／作曲：渋谷毅）
- 天地真理「おしえてよ愛の言葉」（1972年、作詞：岩谷時子／作曲：渋谷毅）
- アリス「涙化粧」（1973年、作詞：松本隆／作曲：渋谷毅）
- アリス「突然炎の如く」（1973年、作詞：松本隆／作曲：渋谷毅）
- アン真理子「いけにえ」（1974年、作詞：松本隆／作曲：渋谷毅）
- アン真理子「血とバラ」（1974年、作詞：松本隆／作曲：渋谷毅）
- 森山良子「あやとり」（1975年、作詞：松本隆／作曲：渋谷毅）
- 森山良子「あなたのいない一日」（1975年、作詞：山上路夫／作曲：渋谷毅）
- 小坂忠「水たまりの詩」（1981年、作詞：山田典吾／作曲：渋谷毅）
- 浅川マキ「秋意」（1985年、作詞：浅川マキ／作曲：渋谷毅）
- 浅川マキ「無題」（1991年、作詞：清水俊彦、浅川マキ／作曲：渋谷毅）
- 中谷美紀「Happy Wednesday」（2006年、作詞：麻生哲朗／作曲：渋谷毅）
- 二階堂和美「つるべおとし」（2007年、作詞：松本隆／作曲：渋谷毅）
- 木村カエラ「memories」（2008年、作詞：木村カエラ／作曲：渋谷毅）
- 佐良直美「いのちの木陰」（2010年、作詞：山川啓介／作曲：渋谷毅）
- 佐良直美「銀河の子守唄」（2010年、作詞：山川啓介／作曲：渋谷毅）

## 主な編曲作品
- 坂本九「見上げてごらん夜の星を」（1963年、作詞：永六輔／作曲：いずみたく）
- 由紀さおり「夜明けのスキャット」（1969年、作詞：山上路夫／作曲：いずみたく）
- 由紀さおり「バラのためいき」（1969年、作詞：山上路夫／作曲：いずみたく）
- 由紀さおり「天使のスキャット」（1969年、作詞：山上路夫／作曲：いずみたく）
- 由紀さおり「枯葉の街」（1969年、作詞：山上路夫／作曲：いずみたく）
- パープルシャドウズ「別れても好きな人」（1969年、作詞・作曲：佐々木勉）
- 篠ヒロコ「愛ってなあに」（1969年、作詞：水島哲／作曲：いずみたく）
- 佐良直美「赤頭巾ちゃん気をつけて」（1970年、作詞：岩谷時子／作曲：いずみたく）
- 佐良直美「どこへ行こうかこれから二人」（1970年、作詞：西川ひとみ／作曲：中村泰士）
- 由紀さおり「好きよ」（1970年、作詞：岩谷時子、作曲：いずみたく）
- 弘田三枝子「バラの革命」（1971年、作詞：島田葉二／作曲：いずみたく）
- 尾崎紀世彦「この胸のときめきを」（1971年、作詞：V.Pallavicini／作曲：P.Donaggio／訳詞：岩谷時子）
- 尾崎紀世彦「追憶」（1975年、作詞・作曲：M.Bergman/A.Bergman/M.Hamlisch／訳詞：岩谷時子）

## 映画音楽
- 潮騒（1971年9月公開、森谷司郎監督）
- ネオンくらげ 新宿花電車（1973年12月公開、山口和彦監督） - 三上寛と共同
- 太陽の詩（1975年5月公開、山田典吾監督）
- はだしのゲン（1976年1月公開、山田典吾監督）
- あにいもうと（1976年10月公開、今井正監督）
- 俺は田舎のプレスリー（1978年8月公開、満友敬司監督）
- 裸の大将放浪記（1981年7月公開、山田典吾監督）
- ユッコの贈りもの コスモスのように（1982年10月公開、山田典吾監督）
- セイリング 海にはばたく（1992年4月公開、中山節夫監督）
- 嫌われ松子の一生（2006年5月公開、中島哲也監督）
- 告白（2010年6月公開、中島哲也監督）
- 明日泣く（2011年11月公開、内藤誠監督）

## CMソング
- 僕の旅は小さな叫び（松下電器産業「Technics」、1971年、作詞：山川啓介／作曲・編曲：渋谷毅）→吉田拓郎
- さんふらわあの唄（照国グループ、1972年、作詞：増永直子）

## 主な子どもの歌

### 作曲作品
- あ・い・うー（作詞：日暮真三、『おかあさんといっしょ』体操コーナー 1996年4月1日 - 2005年4月1日）[3]
- あきがあっきた（作詞：村田さち子、『おかあさんといっしょ』1994年10月の歌）[3]
- あしたのあしたのまたあした（作詞：井出隆夫、『おかあさんといっしょ』）[3]
- あっちこっちたまご（作詞：日暮真三、『おかあさんといっしょ』1988年4月の歌）[3][16]
- アッコちゃんの子守歌（作詞：小平なほみ、歌：加山雄三、『みんなのうた』）[17]
- あまだれピチカート（作詞：山川啓介、歌：由紀さおり・安田祥子）[15]
- おおきいて ちいさいて（作詞：日暮真三、『おかあさんといっしょ』1997年9月の歌）[3][16]
- おしゃれフルーツ（作詞：日暮真三、『おかあさんといっしょ』 2016年6月の歌）[3][16]
- かにのおじさん（作詞：関和男、『おかあさんといっしょ』1987年6月の歌）[3][16]
- きいろい木馬（作詞：しぶやしげお、『おかあさんといっしょ』）[3]
- ぎゅーっ はかせ（作詞：二階堂和美、『おかあさんといっしょ』2021年5月の歌）[16]
- 恐竜だ（作詞：関和男、歌：上條恒彦・ 入道、『母と子のテレビ絵本』）[3]
- キリンのかあさん（作詞：佐藤雅子、歌：小川美潮、『母と子のテレビ絵本』）[3]
- グーとスーのマーチ（作詞：日暮真三、『おかあさんといっしょ』1992年4月の歌）[3][16]
- グーのえかきうた（作詞：日暮真三、『おかあさんといっしょ』1991年10月の歌）[3][16]
- くじらのとけい（作詞：関和男、『おかあさんといっしょ』）[3]
- くじらのバス（作詞：井出隆夫、『おかあさんといっしょ』）[3]
- 木もれ日の歌（作詞：日暮真三、『おかあさんといっしょ』2005年5月の歌）[3]
- こんなこいるかな（作詞：日暮真三、『おかあさんといっしょ』）[3]
- じっとまったくん（作詞：小川美潮、『おかあさんといっしょ』2012年6月の歌）[3][16]
- ちょっとまってふゆ！（作詞：村田さち子、『おかあさんといっしょ』1993年11月の歌）[3]
- ちょんまげマーチ（作詞：井出隆夫、『おかあさんといっしょ』）[3]
- に・て・る（作詞：桑原永江、『おかあさんといっしょ』1996年11・12月の歌）[3]
- にんじゃ きりん（作詞：高田ひろお、『おかあさんといっしょ』2017年9月の歌）[3]
- ハローおさるさん（作詞：しぶやしげお、歌：坂田明、『母と子のテレビ絵本』）[3]
- ふしぎなあのこは すてきなこのこ（作詞：日暮真三、『おかあさんといっしょ』1994年5月の歌）[3]
- ふたりでひとつ（作詞：日暮真三、『おかあさんといっしょ』1991年6月の歌）[3][16]
- ふたりのクリスマス（作詞：日暮真三、『おかあさんといっしょ』1991年12月の歌）[3][16]
- ふたりはなかよし（作詞：日暮真三、『おかあさんといっしょ』1991年4月の歌）[3][16]
- ふゆっていいな（作詞：日暮真三、『おかあさんといっしょ』1995年1月の歌）[3][16]
- フレーミーのうた（作詞：佐藤雅彦、歌：井上順、『ピタゴラスイッチ』）[3]
- フレーミー りすのひっこし（作詞：内野真澄、歌：井上順、『ピタゴラスイッチ』）[3]
- ぼくのミックスジュース（作詞：五味太郎、『おかあさんといっしょ』）[3]
- まきばのこうま（作詞：村田さち子、歌：榊原郁恵、『母と子のテレビ絵本』）[3]
- 雪はこどもに降ってくる（作詞：山川啓介、歌：由紀さおり・安田祥子）[15]
- 夢のなか（作詞：日暮真三、歌：坂田おさむ・神崎ゆう子、『母と子のテレビ絵本』テーマ）[3]
- リンゴのうさぎ（作詞：小黒恵子、歌：藤本房子、『母と子のテレビ絵本』）[3]
- リンゴ村だより（作詞：山川啓介、歌：由紀さおり・安田祥子）[15]

### 編曲作品
- きみ（作詞・作曲：つだみさこ、『おかあさんといっしょ』2014年11月の歌）[3][16]
- スキスキおとうさん（作詞：日暮真三、作曲：新井英一、『おかあさんといっしょ』1990年11月の歌）[3][16]
- だいじなともだち（作詞：わたなべだいすけ、作曲：D.W.ニコルズ、『おかあさんといっしょ』2024年9月の歌）[18]
- 小さなコイン（作詞・作曲：Sylvia Fine、訳詞：冬杜花代子、歌：団しん也・坂田めぐみ、『母と子のテレビ絵本』）[19]

### 母と子のテレビ絵本／てれび絵本
- かあさんねずみのおくりもの（作：谷真介／絵：赤坂三好、ナレーション：益田宏美）[3]
- きょうりゅうほねほねくんシリーズ（作：すえよしあきこ／絵：おかもとさつこ、ナレーション：田中真弓）[3]
- 川のいし（作：かみやしん、ナレーション：下條アトム）[3]
- ズボン船長さんの話（作:角野栄子／絵:浜田洋子、ナレーション:津嘉山正種）
- 空とぶ大どろぼうシリーズ（作：渋谷重夫／絵：山田紳、ナレーション：藤村俊二）[3]
- つきよにごようじん（作：斉藤浩誠／絵：本橋靖昭、ナレーション：鈴木ヒロミツ）[3]
- ともだちは緑のにおい（作：工藤直子／絵：ヒロ杉山、ナレーション：岸田今日子）
- ともだちは海のにおい（作：工藤直子／絵：ヒロ杉山、ナレーション：岸田今日子）
- ふうたのまつりシリーズ（作：あまんきみこ／絵：山中冬児、ナレーション：吉行和子）[3]
- ペンギンたんけんたいシリーズ（作：斉藤洋／絵：高畠純、ナレーション：中村梅雀）[3]
- むしゃむしゃもぐもぐモグモラン（作：おちのりこ／絵：栗原徹、ナレーション：林家こぶ平）[3]
- ルドルフとイッパイアッテナシリーズ（作：斉藤洋／絵：堀口忠彦、ナレーション：毒蝮三太夫）[3]

## その他
- 倉敷チボリ公園 アンデルセンシアター[20]
- 豊後大野市立緒方小学校校歌
- 小海町立小海小学校校歌
- 下馬幼稚園園歌

### 註釈
1. ↑  最初期の仕事で録音、レコードとして発表され後にCD化・再発された音源に森山加代子「一人で泣かせて／月へ帰ろう」がある。7インチシングル盤：㈱東芝音楽工業（東芝レコード）、1963年11月発売、規格品番：JP-5259。CD化：東芝EMI、1996年7月10日、『加代ちゃんのヒット・キット・パレード』収録、規格品番：TOCT-9517/8。
2. ↑  『きりんのかあさん』『ぼくのミックスジュース』『まきばのこうま』
3. ↑  『こんなこいるかな』『夢のなか』『ちょんまげマーチ』『あ・い・うー』
4. ↑  『夢のなか』『あしたのあしたのまたあした』。全国各地で行われているファミリーコンサートが2020年度はコロナ禍の影響ですべて中止になったことから、2020年10月から2021年3月の間に全7回放送された。